# Yu-Gi-Oh! The Duelists of the Roses
Yu-Gi-Oh! The Duelists of the Roses (遊戯王真デュエルモンスターズII 継承されし記憶, Yu-Gi-Oh! Shin Dyueru Monsutāzu Tsū Keishō Sareshi Kioku) est un jeu vidéo basé sur la série d'animation japonaise Yu-Gi-Oh! édité par Konami, et sorti sur PlayStation 2, le 6 septembre 2001 au Japon.
À sa sortie, Yu-Gi-Oh ! The Duelists of the Roses a été accueilli de manière mitigée par la presse spécialisée, beaucoup de critiques saluant le jeu pour sa conception graphique et son attrait, mais critiquant son gameplay fastidieux et déséquilibré. Il fut un succès commercial et figurait parmi les jeux les plus vendus sur PlayStation 2 avec plus de 1,4 million d'exemplaires vendus dans le monde. Au milieu de l'année 2006, The Duelists of the Roses est désigné comme l'un des plus grands succès de la console.

## Système de jeu
Dans ce jeu, chaque duel se déroule sur un plateau de 7x7, chaque joueur contrôlant un deck leader qui représentent leurs points de vie tout en permettant de jouer des cartes en main. Une carte par tour peut être placée sur le plateau à proximité du deck leader. Chaque tour, les cartes sur le terrain ainsi que celles du deck leader peuvent être déplacées horizontalement ou verticalement. Lorsque deux cartes monstre entrent en contact sur le terrain, elles sont retournées et un combat a lieu de la même manière que dans le jeu de cartes à collectionner, entraînant une diminution des points de vie. Le duel prend fin lorsque les points de vie d'un joueur atteignent zéro ou lorsqu'un joueur termine un tour avec son deck leader entouré de monstres ennemis dans leurs zones d'invocation. Le duel se conclut également après l'écoulement de 100 tours, ainsi le joueur disposant des points de vie restants les plus élevés est déclaré vainqueur.
L'histoire du jeu s'inspire très librement de la réalité historique de la Guerre des Deux-Roses, une série de guerres entre la Maison de Lancastre et la Maison d'York pour le contrôle de l'Angleterre au XVe siècle. Yugi Mutou endosse l'identité du chef de la Maison Tudor, allié de la Maison de Lancastre, Henry Tudor, tandis que Seto Kaiba représente le chef de la force de la Maison d'York, Christian Rosenkreuz. D'autres personnages de l'anime Yu-Gi-Oh endossent également les rôles et représentent d'autres protagonistes du conflit.

## Rôles
La plupart des personnages présent dans le jeu sont basés sur des personnages de l'anime et du manga Yu-Gi-Oh !, à qui on a donné des noms et/ou des rôles qui représentent une figure historique. Certains personnages ont simplement le même nom, ou un nom similaire, à celui de leurs homologues de l'anime ou du manga et ne sont pas basés sur des personnages historiques

### Maison de Lancastre
- Yugi Mutou : Henry Tudor, plus tard Henry VII roi d'Angleterre
- Téa Gardner : Elizabeth d'York
- Tristan Taylor : Thomas Grey
- Mai Valentine : Margaret Beaufort
- Joey Wheeler : Christopher Urswick
- Shadi : John Morton
- Ryo Bakura : Jack Cade
- Solomon Muto : Jasper Tudor

### Maison d'York
- Seto Kaiba : Christian Rosenkreutz
- Weevil Underwood
- Dinosaur Ryuzaki
- Bonz (Ghost Kotsuzuka)
- Bandit Keith
- Les Frères Paradoxe
- PaniK (Panic)
- Pegasus Jr Crawford (Maximilien Pegasus ou Maximillion Pegasus) : Thomas Stanley, 1er comte de Derby
- Ishizu Ishtar
- Slysheen (incarnation de Heishin[5]) : Richard III roi d'Angleterre

## Accueil

### Ventes
Au Japon, le jeu s'est d'abord vendu à plus de 68 420 exemplaires, puis à 76 248 unités au total dans le pays. Après sa sortie à l'étranger, le jeu a connu un succès mondial.
Aux États-Unis, en juillet 2006, The Duelists of the Roses s'était vendu à 950 000 exemplaires et a remporté 33 millions de dollars. Next Generation le classe au 60e rang des jeux les plus vendus sur PlayStation 2, Xbox ou GameCube entre janvier 2000 et juillet 2006 dans ce pays. Selon The Magic Box, Yu-Gi-Oh! The Duelists of the Roses s'était vendu à plus de 1,11 million d'exemplaires en Amérique du Nord. Aux États-Unis et en Europe, le jeu s'est vendu à 1,37 million d'unités à partir de 2004. Le jeu s'est donc vendu au total à 1 446 248 exemplaires dans le monde. Au Royaume-Uni, Yu-Gi-Oh! The Duelists of the Roses s'est hissé à la 35e place des charts de ventes dès la première semaine de sa sortie.

### Critiques
À sa sortie, Yu-Gi-Oh! The Duelists of the Roses a reçu des critiques mitigées selon l'agrégateur Metacritic, avec un score de 59/100 sur 14 critiques dont 11 critiques mitigées, 2 critiques positives et 1 critique négative.
Le jeu est principalement critiqué pour la difficulté de son gameplay et les changements des règles de jeu, s'éloignant du concept de « duel de monstres » propre à la licence. Également critiqué pour ses présentations visuelles et sonores qui offrent peu de distraction et son accessibilité réduite pour les nouveaux joueurs de la licence, le jeu est donc surtout apprécié par les fans de la série qui attendaient avec impatience un jeu Yu-Gi-Oh! pour la PlayStation 2.
Yu-Gi-Oh! The Duelists of the Roses est tout de même resté l'un des titres les plus vendus sur la PlayStation 2.